# Mafia meksykańska
Mafia meksykańska (ang. Mexican Mafia; także: La Eme) – jeden z najstarszych i największych gangów więziennych w Stanach Zjednoczonych.
Grupa powstała w więzieniach amerykańskiego stanu Kalifornia. Składa się głównie z więźniów pochodzenia meksykańskiego pochodzących ze wschodniego Los Angeles. Mafia prowadzi także działalność poza murami więzień – ma udział w handlu narkotykami, płatnych zabójstwach i napadach. La Eme jest organizacją rasistowską i anty-czarnoskórą, powiązana jest z inną rasistowską, białą organizacją przestępczą Aryan Brotherhood.